# Motori Moderni
Motori Moderni va ser un constructor de motors italià que va arribar a disputar curses de Fórmula 1.
L'equip va ser fundat per l'enginyer de motors italià Carlo Chiti i va competir a la F1 entre les temporades 1985 fins a 1987.
Chiti era un ex-cap d'enginyers de l'equip de Fórmula 1 Alfa Romeo, i va crear Motori Moderni per fabricar motors V6 turbo per Minardi, coneguts com a Tipus 615-90. Els motors els va emprar Minardi en el cicle 1985 - 1987.
Després la companyia va desenvolupar un motor aspirat de 12 cilindres en boxer, conegut como el 1235, amb el suport de Subaru per utilitzar-lo a l'escuderia Coloni.
Després de deixar la Fórmula 1, es van utilitzar els motors en el Campionat Mundial de Resistència amb poc èxit.

## A la F1
Motori Moderni va debutar a la F1 el 5 de maig del 1985 al GP de San Marino disputat al circuit d'Imola. Ho va fer amb un monoplaça Minardi pilotat pel pilot italià Pierluigi Martini.
L'equip va disputar un total de vuitanta curses de F1, repartides en tres temporades consecutives (1985 - 1987) i amb dos equips diferents, Minardi i AGS, aconseguint una vuitena posició (en dues ocasions) com millor classificació en una cursa i no assolint cap punt pel campionat del món de constructors.
| Any  | Equip                    | Pilot              | # de GP's |
| ---- | ------------------------ | ------------------ | --------- |
| 1985 | Minardi - Motori Moderni | Pierluigi Martini  | 14        |
| 1986 | Minardi - Motori Moderni | Alessandro Nannini | 16        |
| 1986 | Minardi - Motori Moderni | Andrea de Cesaris  | 16        |
| 1986 | AGS - Motori Moderni     | Ivan Capelli       | 2         |
| 1987 | Minardi - Motori Moderni | Adrián Campos      | 16        |
| 1987 | Minardi - Motori Moderni | Alessandro Nannini | 16        |

## Resum
| Curses: | Victòries: | Pòdiums: | Poles: | Voltes ràpides: | Punts: |
| ------- | ---------- | -------- | ------ | --------------- | ------ |
| 80 (80) | 0          | 0        | 0      | 0               | 0      |